# Michael Zeugin
Michael Gustav Zeugin (* 21. September 1977 in Winterthur) ist ein Schweizer Politiker (GLP). Er ist Mitglied des Zürcher Kantonsrates.

## Leben
Michael Zeugin wuchs in Hagenbuch ZH auf. Er hat an der Universität St. Gallen (HSG) und an der Universität Tel Aviv Staatswissenschaften studiert (Master of Arts in International Affairs and Governance). Seit 2011 ist er in der Geschäftsleitung eines Winterthurer KMU tätig im Bereich Treuhand und Immobilien.

## Politische Laufbahn
In seiner Mittelschulzeit engagierte sich Zeugin im Europäischen Jugendparlament und war während zwei Jahren Präsident des Europäischen Jugendparlaments Schweiz.
Ab 2006 war Zeugin Gemeinderat (Parlamentarier) in Winterthur und schaffte 2010 mit den meisten Panaschierstimmen die Wiederwahl. 2012 verpasste er die Wahl in den Stadtrat von Winterthur knapp. 2017 trat er aus dem Gemeindeparlament zurück.
2011 wurde er in den Kantonsrat (Parlament) von Zürich gewählt. Er war dort von 2011 bis 2019 Mitglied der Finanzkommission, seit 2019 ist er Mitglied der Geschäftsleitung des Kantonsrates und GLP-Fraktionspräsident. Er setzt sich u. a. für Bürokratieabbau zugunsten von Start-ups und Innovationen ein (vgl. z. B., Postulat 159/2017 «Start-up-Wirtschaftsregion Zürich» oder Motion 234/2019 «für unternehmensfreundliche Rahmenbedingungen dank Bürokratieabbau durch Beurkundungskompetenz für Anwälte»).
Zeugin ist Gründungsmitglied und war von 2007 bis 2013 Vorstandsmitglied der Grünliberalen Partei der Schweiz und hat diese mitaufgebaut. Er ist Gründungsmitglied GLP Stadt Winterthur und seit 2005 Vorstandsmitglied. Von 2006 bis 2013 war er im Vorstand der glp Kanton Zürich.

## Weitere Aktivitäten
Zeugin ist zudem Gründungsmitglied und Präsident der Umweltinitiative «Filme für die Erde», welche 2009 von der UNESCO-Kommission Schweiz als «Aktivität der Weltdekade Bildung für nachhaltige Entwicklung in der Schweiz» anerkannt und ausgezeichnet wurde.
Weiter ist er seit 2016 Mitglied und seit 2018 Präsident des Verwaltungsrats von Eco-Renova, eines Unternehmens, welches sanierungsbedürftige Liegenschaften kauft und sie nach nachhaltigen Grundsätzen modernisiert. Zudem ist er Mitglied in der Schulkommission der Kantonsschule Büelrain.
Er lebt mit seiner Lebenspartnerin und seinen beiden Kindern in Winterthur.